# Téclaire Bille
Pour les articles homonymes, voir Bille.
Téclaire Bille Esono (née le 17 juillet 1988 à Douala au Cameroun et morte le 15 décembre 2010 à Édéa) est une joueuse de football internationale équatoguinéenne d'origine camerounaise qui évoluait au poste de défenseur.
Elle a évolué dans plusieurs clubs notamment à Bellas Artes. 

## Biographie

### Jeunesse
Téclaire Bille naît à Douala, au Cameroun avant d’émigrer plus tard vers la Guinée équatoriale.

### Carrière

#### Club
Tout au long de sa carrière au Cameroun et pour le club équatoguinéen Bellas Artes, elle occupe le poste de défenseur.

#### International
Elle joue pour l'équipe de Guinée équatoriale féminine, et fait partie de l'effectif qui s'incline en finale sur le score de 4-2 contre le Nigeria lors du championnat d'Afrique 2010. Ce résultat permet tout de même à la Guinée équatoriale de se qualifier pour la Coupe du monde 2011 organisée l'année suivante en Allemagne.

### Décès
Téclaire Bille meurt dans un accident de la route entre Yaoundé et Douala au Cameroun le 15 décembre 2010. Son frère aîné et Pablo Boyas sont les autres victimes décédées lors de cette tragédie,. Au moment de sa mort, elle avait déjà entamé sa préparation pour l'édition 2011 de la Coupe du Monde féminine. La fédération nigériane de football lui rend hommage en publiant une déclaration à la suite de sa mort disant qu'elle avait joué « avec verve et vivacité, engagement et passion ».

## Palmarès
Guinée Équatoriale
- Coupe d'Afrique des nations féminine : 
  - Vainqueur : 2008
  - Finaliste : 2010